# Los protegidos: El regreso
Los protegidos: El regreso es una serie de televisión española de ciencia ficción y drama escrita por Carlos García Miranda y Curro Serrano, dirigida por José María Caro producida por Buendía Estudios y Boomerang TV para Atresplayer Premium. Se trata de una secuela de la serie española Los protegidos creada por Darío Madrona y Ruth García que se emitió en Antena 3 de 2010 a 2012. 
Protagonizada por: Antonio Garrido, Ana Fernández García, Luis Fernández Estébanez, Daniel Avilés, Mario Marzo, Gracia Olayo, Óscar Ladoire, Javier Mendo y Carlotta Cosials repitiendo sus roles de la serie original junto con las incorporaciones de: Maggie García, Mari Paz Sayago, Eduardo Lloveras y Cosette Silguero.
Se emitió entre 2021 y 2023 y consta de dos temporadas y un total de diez capítulos. La primera temporada, promocionada bajo el rótulo «Los protegidos: El regreso», se preestrenó en Atresplayer Premium el 19 de septiembre de 2021 y el 8 de diciembre se estrenó en abierto en Antena 3, emitiéndose el resto de episodios durante ese mes. Tras renovarse para una segunda temporada, esta se tituló «Los protegidos: A.D.N.» y se estrenó el 18 de diciembre de 2022.

## Trama
Han pasado diez años desde que la familia Castillo Rey tuvo un final feliz. Pero la vida continúa, el paso del tiempo, el destino y un suceso desconocido que descubriremos durante esta nueva etapa fueron separándoles. Ahora, una grave amenaza cierne sobre ellos lo que les enfrentará a una nueva misión.

## Reparto

### Reparto principal
- Antonio Garrido - Mario Montero
- Ana Fernández García - Sandra Olaiz Benedetti
- Luis Fernández Estébanez - Ángel Izquierdo «Culebra»
- Maggie García - Lucía Expósito
- Mario Marzo - Lucas López Gallego
- Daniel Avilés - Carlos Montero Hornillos
- Cosette Silguero - Dora Olaiz
- Javier Mendo - Borja Ruano "Padre"
- Marta Torné - Julia Casares s (Temporada 2)
- Carlotta Cosials - Paqui (Secundaria temporada 1; principal temporada 2)
- Raúl Merida - Leo Quintana (Temporada 2)
- Emilio Buale - Dante (Temporada 2)

### Reparto secundario
- Samuel López - Fermín (Episodio 1)
- Mari Paz Sayago - Blanca (Episodio 1 - Episodio 4)
- Eduardo Lloveras - Álex (Episodio 2 - Episodio 4)
- José Sospedra - Ciro (Episodio 5 - Episodio 10)
- Gabriela Andrada - Babi (Episodio 5 - Episodio 10)
- Ángel Martínez - Estefan (Episodio 5 - Episodio 10)
- Raquel Ferrer - Gloria (Episodio 5 - Episodio 10)
- Xavi Caudevilla - Rai (Episodio 5 - Episodio 10)
- Irina Bravo - Kala (Episodio 5 - Episodio 10)
- Esmeralda Moya - Claudia Ruano (Episodio 8 - Episodio 9)

### Con la colaboración especial de
- Gracia Olayo - Rosa Ruano
- Óscar Ladoire - Antonio Ruano (Episodio 5; Episodio 7 - Episodio 10)
- Leonor Martín - Covadonga Ariste Espinel "Cova" (Episodio 5)

## Episodios
| Temporada | Temporada | Episodios | Estreno                  | Final                   |
| --------- | --------- | --------- | ------------------------ | ----------------------- |
|           | 1         | 4         | 19 de septiembre de 2021 | 19 de diciembre de 2021 |
|           | 2         | 6         | 18 de diciembre de 2022  | 22 de enero de 2023     |
| TOTAL     | TOTAL     | 10        | 2021                     | 2023                    |

### Primera temporada (2021)
| N.º en serie | N.º en temp. | Título                     | Dirigido por    | Escrito por                           | Fecha de lanzamiento original |
| ------------ | ------------ | -------------------------- | --------------- | ------------------------------------- | ----------------------------- |
| 1            | 1            | «Empezar de nuevo»         | Curro Novallas  | Carlos García Miranda                 | 19 de septiembre de 2021      |
| 2            | 2            | «Traición»                 | José María Caro | Carlos García Miranda y Curro Serrano | 8 de diciembre de 2021        |
| 3            | 3            | «Juntos somos más fuertes» | José María Caro | Carlos García Miranda                 | 12 de diciembre de 2021       |
| 4            | 4            | «Recuerdos»                | Curro Novallas  | Carlos García Miranda                 | 19 de diciembre de 2021       |

- El primer capítulo se preestrenó en Antena 3 con una audiencia de 1 101 000 (8,5 %) dentro de 'La noche PREMIUM'.

### Segunda temporada: Los protegidos A.D.N. (2022-2023)
| N.º en serie | N.º en temp. | Título                   | Dirigido por   | Escrito por                         | Fecha de lanzamiento original |
| ------------ | ------------ | ------------------------ | -------------- | ----------------------------------- | ----------------------------- |
| 5            | 1            | «La boda»                | Pablo Guerrero | Carlos García Miranda               | 18 de diciembre de 2022       |
| 6            | 2            | «Reencuentros»           | Pablo Guerrero | Carlos García Miranda               | 25 de diciembre de 2022       |
| 7            | 3            | «Misión secreta»         | Daniel Romero  | Carlos García Miranda y Luis Gamboa | 1 de enero de 2023            |
| 8            | 4            | «La sala de los poderes» | Daniel Romero  | Carlos García Miranda               | 8 de enero de 2023            |
| 9            | 5            | «La plaga»               | Pablo Guerrero | Carlos García Miranda y Luis Gamboa | 15 de enero de 2023           |
| 10           | 6            | «Justo a tiempo»         | Daniel Romero  | Carlos García Miranda               | 22 de enero de 2023           |

## Producción

### Desarrollo
El 13 de noviembre de 2020, Atresmedia anunció que Los protegidos, serie creada por Darío Madrona y Ruth García que se emitió en Antena 3 de 2010 a 2012, sería traída de vuelta para Atresplayer Premium con Boomerang TV, la productora de la serie original, volviendo a la producción junto a Buendía Estudios, productora propiedad de la propietaria de Antena 3 y Atresplayer Premium. Se trató de la cuarta serie de Antena 3 en haber sido traída de vuelta a la vida después de Física o química (con una miniserie llamada Física o químicaː el reencuentro para Atresplayer Premium),El internado (mediante un reinicio titulado El internado: Las Cumbres en Amazon Prime Video) y Los hombres de Paco (una décima temporada para Antena 3 y Atresplayer Premium).
El 8 de febrero de 2021, se desveló que la serie estaría escrita por Carlos García Miranda y Curro Serrano con García Miranda como coordinador de guion. A finales de marzo de 2021, se confirmó que la serie secuela sería titulada Los protegidos: El regreso y consistiría de cuatro capítulos. El rodaje de la serie comenzó el 16 de abril de 2021 con José María Caro como director.
El 13 de diciembre de 2021 durante el Atresplayer Premium Day, Atresplayer Premium anunció que la serie fue renovada por una segunda temporada. El 29 de diciembre de 2021, Bluper anunció en exclusiva que, entre ambas temporadas, Atresplayer Premium estrenaría Historias de Protegidos, una miniserie de cinco capítulos de diez minutos que sirvió de enlace entre la primera y segunda temporada de la serie. La segunda temporada se tituló «Los protegidos: A.D.N.».

### Casting
El 8 de febrero de 2021, se confirmó que Luis Fernández Estébanez sería el primer actor de Los protegidos en estar en El regreso repitiendo su rol de Culebra. El 30 de marzo de 2021, Ana Fernández y Antonio Garrido fueron anunciados en sus papeles de Sandra y Mario, respectivamente. Dos días después, se anunció que Mario Marzo y Daniel Avilés también repetirían como Lucas y Carlitos y que, Priscilla Delgado, quien interpretó a Lucía en la serie original, sería reemplazada por Maggie García. El 7 de abril de 2021, se confirmó que Mari Paz Sayago sería la nueva incorporaciones al reparto de la serie junto a la reincorporación de Carlotta Cosials. El 16 de abril de 2021, se confirmó que Gracia Olayo y Óscar Ladoire también repetirían sus respectivos roles de Rosa y Antonio Ruano.

## Lanzamiento

### Marketing
El 8 de agosto de 2021, Atresplayer Premium dio inicio a la promoción de Los protegidos: El regreso. El 23 de agosto de 2021, Atresplayer Premium sacó los pósteres oficiales de la serie.
El 6 de septiembre de 2021, Atresplayer Premium anunció que el primer capítulo de Los protegidos: El regreso se preestrenaría en la plataforma el 19 de septiembre de 2021 a modo de evento en directo comenzando a las 20:00 mientras que el resto de capítulos se estrenarían en la plataforma cuando termine su posproducción.